# Шэнь Бухай
Шэнь Буха́й (кит. трад. 申不害, пиньинь Shēn Bùhài, 385—337 годы до н. э.) — один из основателей легизма, философ и автор многих трактатов, канцлер при одном из древнекитайских дворов, теоретик и практик государственного устройства и управления. Выступал за управление посредством законов (кит. трад. 法, пиньинь fa, палл. фа).

## Философские взгляды
Шэнь был в основном заинтересован правительственной администрацией, основанной на бюрократии. Его система требовала сильного правителя во главе. Шэнь Бухай полагал, что идеальный правитель должен оставаться отдаленным от своих чиновников, поддерживая независимость мысли и сохраняя тайну мыслей. Согласно Шэнь Бухаю, правитель должен был быть самым одиноким человеком в мире.
Согласно его теории, самая большая угроза власти правителя приходит изнутри, то есть угрозы от сильных, независимых министров, в попытке узурпировать власть, были куда более опасны чем угрозы от внешних сил. Шэнь считал определяющим такой аспект, как «Шу» (術 — «искусство управления» или умение контролировать административный аппарат), ведь по его мнению, «шу» должно было поддерживать равенство среди чиновников.
Также он был за важность обнаружения «нужного» человека для работы. Он оценивал чиновников на основе их навыков, достижений и старшинства. Также он поощрял обычные системы оценки чиновников.
По Шэнь Бухаю, необходимо, чтобы отсутствовала непосредственная административная активность правителя, который должен заниматься лишь подбором и назначениями чиновников. Для выполнения этой функции он должен скрывать свой интеллект, информированность, владеть рычагами управления, дабы обеспечивать передачу и исполнение его приказов.